# I’ll Be There (Robin-Schulz-Lied)
I’ll Be There (englisch für „Ich werde da sein“) ist ein Lied des deutschen DJs Robin Schulz aus dem Jahr 2023, in Zusammenarbeit mit der britischen Contemporary-R&B- und Popsängerin Rita Ora und dem argentinischen Rapper Tiago PZK.

## Entstehung und Artwork
Geschrieben wurde das Lied gemeinsam von Mikkel Cox, Daniel Deimann, Tobias Frederiksen, dem Produzentenquartett Junkx (bestehend aus Dennis Bierbrodt, Stefan Dabruck, Jürgen Dohr und Guido Kramer), Alida Garpestad Peck, Robin Schulz und Erik Smaaland. Die Autoren Junkx, Schulz und Smaaland zeichneten zudem, zusammen mit Toby Green und Mike Hawkins, für die Produktion verantwortlich. Das Produzentenquartett Junkx war zudem an der Abmischung, dem Engineering, der Instrumentierung sowie der Programmierung beteiligt. Die Abmischung und das Engineering tätigten sie gemeinsam mit Simon Cohen; die Instrumentierung und Programmierung mit Schulz. Bei der Instrumentierung sind der DJ und das Quartett am Keyboard zu hören. Als Tonmeister fungierte während dieser Produktion Cameron Poole. Das Mastering erfolgte durch Monoposto Mastering in Düsseldorf, unter der Leitung von Michael Schwabe.
Auf dem Frontcover der Single sind – neben Liedtitel und Interpretenangabe – die drei Interpreten zu sehen. Im Vordergrund steht Robin Schulz, links hinter ihm ist Tiago PZK und rechts von ihm Rita Ora.

## Veröffentlichung und Promotion
Die Erstveröffentlichung von I’ll Be There erfolgte als Single am 13. Oktober 2023. Diese erschien als digitaler Einzeltrack zum Download und Streaming durch Warner Music (Katalognummer: 5054197807626), die auch für den Vertrieb zuständig waren. Verlegt wurde das Lied durch Edition Junkx, Edition Rosz Music, Hawkins MGT, Honua Music, Livin’ Alida Loca, Sony Music Publishing und TSF Audio Projects. Am 15. Dezember 2023 erschien ein sogenannter „VIP Mix“ ebenfalls als Download und Streaming.
In der neunten und zehnten Staffel der deutschen Musikshow The Masked Singer wurde das Lied als „Entscheidungsmusik“ verwendet.

## Inhalt
Der Liedtext zu I’ll Be There ist überwiegend in englischer Sprache verfasst, beinhaltet aber auch eine spanischsprachige Strophe. Sowohl die Musik, als auch der Text, wurden gemeinsam von Mikkel Cox, Daniel Deimann, Tobias Frederiksen, Junkx, Alida Garpestad Peck, Robin Schulz und Erik Smaaland geschrieben beziehungsweise komponiert. Musikalisch bewegt sich das Lied im Bereich Popmusik. Das Tempo beträgt 96 Schläge pro Minute. Die Tonart ist es-Moll. Inhaltlich geht es in dem Lied darum, dass man nie alleine sei, egal was passieren sollte, auch in jedem noch so dunkelsten Moment.
Aufgebaut ist das Lied auf zwei Strophen, einem Refrain und einem Outro. Es beginnt mit der ersten Strophe, die als Vierzeiler verfasst wurde. An diese schließt sich zunächst der zweizeilige Prechorus an, ehe der eigentliche Refrain einsetzt. Dieser besteht ebenfalls aus vier Zeilen. Zum Ausklang endet der Refrain mit dem Postchorus, der mit seinen sechs Zeilen länger als der eigentliche Refrain ist. Bis zu diesem Zeitpunkt ist lediglich Rita Ora zu hören. Der gleiche Aufbau wiederholt sich mit der zweiten Strophe, allerdings werden die Strophe und der Prechorus durch Tiago PZK auf Spanisch interpretiert. Der Refrain und der Postchorus werden wieder von Ora gesungen. Nach dem zweiten Refrain endet das Lied mit dem Outro, in dem Ora nochmals die letzten drei Zeilen des Postchorus wiederholt. Robin Schulz wirkt lediglich an der Studioarbeit mit.
| „Whenever you’re fallin’ and you don’t know where you’re goin’. Even if your wings are broken, soon enough, you’ll fly again. When everything’s failin’ and your eyes just won’t stop rainin’. Even if your fire’s out, yeah, soon enough, you’ll burn again.“ – Refrain, Originalauszug | „Immer wenn du fällst und nicht weißt, wohin du gehst. Auch wenn deine Flügel gebrochen sind, wirst du bald wieder fliegen. Wenn alles versagt und deine Augen einfach nicht aufhören zu weinen. Auch wenn dein Feuer erloschen ist, ja, bald wirst du wieder brennen.“ – Refrain, Übersetzung |

## Musikvideo
Das Musikvideo zu I’ll Be There wurde in Bangkok gedreht und feierte seine Premiere am 10. November 2023 auf der Videoplattform YouTube. Es zeigt überwiegend verschiedene, junge, Menschen beziehungsweise Menschengruppen, die an verschiedenen Schauplätzen, zu verschiedenen Tageszeiten, zu dem Lied tanzen. Die drei Interpreten sind selbst nur auf Plakaten während des Videos zu sehen. Die Gesamtlänge des Videos beträgt 2:46 Minuten. Regie führte, wie schon bei einigen Musikvideos von Robin Schulz zuvor, erneut Robert Wunsch. Bis Januar 2025 zählte das Video über 8,6 Millionen Aufrufe bei YouTube.

## Mitwirkende
Liedproduktion
- Dennis Bierbrodt: Abmischung, Engineering, Keyboard, Komposition, Liedtext, Musikproduktion, Programmierung
- Simon Cohen: Abmischung, Engineering
- Mikkel Cox: Komposition, Liedtext
- Stefan Dabruck: Abmischung, Engineering, Keyboard, Komposition, Liedtext, Musikproduktion, Programmierung
- Daniel Deimann: Komposition, Liedtext
- Jürgen Dohr: Abmischung, Engineering, Keyboard, Komposition, Liedtext, Musikproduktion, Programmierung
- Tobias Frederiksen: Komposition, Liedtext
- Toby Green: Musikproduktion
- Mike Hawkins: Musikproduktion
- Guido Kramer: Abmischung, Engineering, Keyboard, Komposition, Liedtext, Musikproduktion, Programmierung
- Rita Ora: Gesang
- Alida Garpestad Peck: Komposition, Liedtext
- Cameron Poole: Aufnahme
- Tiago PZK: Rap
- Robin Schulz: Keyboard, Komposition, Liedtext, Musikproduktion, Programmierung
- Michael Schwabe: Mastering
- Erik Smaaland: Komposition, Liedtext, Musikproduktion

Musikvideo (Auswahl)
- Paul Bröse: B-Unit, Schnitt
- Arkadiy Kreslov: Kamera
- Luke Morrison: Farbkorrektur
- Aryna Ostapenko: Styling
- Julian Trunke: Visueller Effekt
- Saranrat Wijitrpunth: Choreografie, Tanz
- Robert Wunsch: Ausführende Produktion, Regie, Schnitt

Unternehmen
- Edition Junkx: Musikverlag
- Edition Rosz Music: Musikverlag
- Hawkins MGT: Musikverlag
- Honua Music: Musikverlag
- Livin’ Alida Loca: Musikverlag
- Monoposto Mastering: Tonstudio
- Sony Music Publishing: Musikverlag
- TSF Audio Projects: Musikverlag
- Warner Music: Musiklabel, Vertrieb

## Rezensionen
Lukas Schumacher von 1 Live beschrieb I’ll Be There als elektrisierende Power-Hymne mit starker Botschaft. Musikalisch sorge Schulz mit atmosphärischen Klängen für ein grundlegendes nostalgische Gefühl und setze damit erneut auf eine von den 1980ern inspirierte Produktion. Die klare und unverwechselbare Stimme von Rita Ora erzeuge zusätzliche Feel-Good-Emotionen und auch Tiago PZKs sorgte vor allem durch sein Spanisch für einen weiteren Schub nach vorne. Das Lied entwickele eine ungeheure Kraft, die einen hoffentlich über einen kalten und grauen Herbst und Winter tragen solle.

## Chartplatzierungen
I’ll Be There verfehlte zunächst den Einstieg in die deutschen Singlecharts, konnte sich jedoch in der ersten Chartwoche auf Rang 13 der Single-Trend-Charts platzieren (20. Oktober 2023). In den Folgewochen platzierte sich das Lied immer wieder in den Trendcharts und erreichte am 22. Dezember 2023 mit Rang fünf zunächst seine Bestplatzierung. Nach der Weihnachtsperiode gelang dem Titel schließlich der Sprung in den Singlecharts, wo es sich erstmals am 5. Januar 2024 auf Rang 61 platzierte. In den Folgewochen steigerte es sich auf Rang 52, obwohl es in den Midweekcharts noch Rang 40 belegte. In den deutschen Airplaycharts avancierte I’ll Be There zum Nummer-eins-Hit am 15. Dezember 2023. Für Robin Schulz ist es der 15. Nummer-eins-Hit in den Airplaycharts. Darüber hinaus erreichte I’ll Be There Rang acht der deutschen Downloadcharts (12. Januar 2024) sowie Rang zwölf der Dancecharts (19. Januar 2024).
2023 belegte das Lied Rang 70 der deutschen Airplay-Jahrescharts sowie Rang 36 im Folgejahr.
Für Schulz als Interpret ist I’ll Be There der 27. Charthit in Deutschland. In seiner Produzententätigkeit erreichte er zum 23. Mal die deutschen Charts, als Autor zum 20. Mal. Rita Ora platzierte hiermit ihren 15. Titel als Interpretin in den deutschen Singlecharts. Für Tiago PZK ist es der erste Charterfolg.